# Walter Andrews
Walter Andrews (né le 8 février 1881 et décédé en avril 1954 à Pinellas Park) est un coureur cycliste canadien du début du XXe siècle. 

## Biographie
En 1908, il remporte une médaille de bronze aux Jeux olympiques de Londres, lors de la poursuite par équipe avec William Anderson , Frederick McCarthy et William Morton. Il participe également aux épreuves du 20 kilomètres et du 5 kilomètres mais est éliminé au 1er tour. Enfin, il est éliminé en demi-finale du 660 yards et termine 7e du 100 kilomètres.

## Palmarès

### Jeux olympiques
- Londres 1908
  -  Médaillé de bronze de la poursuite par équipe (avec William Anderson , Frederick McCarthy et William Morton)